# Sero Chanzadian
Sero Chanzadian (ros. Սերո Խանզադյան, ur. 20 listopada?/3 grudnia 1915 w Gorisie, zm. 26 czerwca 1998 w Erywaniu) – armeński pisarz.

## Życiorys
Skończył 7-letnią szkołę i w 1934 technikum pedagogiczne w Gorisie, później wykładał ormiański język i literaturę w tym mieście. Gdy w 1937 jego ojciec został aresztowany pod zarzutem przynależności do partii dasznaków, przeniósł się do wsi Tatew i tam kontynuował pracę. Rozpoczął działalność literacką, w 1940 opublikował swoje pierwsze opowiadanie i dramat Owkan Worotceni, wystawiony na scenie teatru w Gorisie. Po ataku Niemiec na ZSRR, we wrześniu 1941 został powołany do Armii Czerwonej i wkrótce potem skierowany na front, walczył w batalionie budowlanym jako celowniczy moździerza i później dowódca plutonu i kompanii moździerzy w 261 pułku piechoty 2 Dywizji Piechoty. Walczył na Froncie Wołchowskim, Leningradzkim, 2 Nadbałtyckim i 3 Białoruskim, brał udział w obronie Leningradu, w operacji leningradzko-nowogrodzkiej, nadbałtyckiej i wschodniopruskiej. Był trzykrotnie ranny i kontuzjowany w walce i odznaczony dwoma orderami bojowymi, w 1943 przyjęto go do WKP(b). Po demobilizacji w 1945 wrócił do Armenii, w 1950 wydał powieść Ludzie naszego pułku, później napisał socrealistyczne o socjalistycznych przemianach w Armenii. Stał się znany dzięki opublikowanej w 1961 powieści historycznej Mchitar Sparapet (w 1978 na jej podstawie powstał film Gwiazda Nadziei, przy którego scenariuszu pracował Chanzadian), w 1978 wydał inną powieść historyczną Caryca Armeńska, a później Andranik. W 1965 ukazała się powieść Kadżaran o formowaniu się klasy robotniczej w Armenii. Opublikował też wiele zbiorów opowiadań. Prawie wszystkie jego dzieła zostały przetłumaczone na rosyjski i na inne języki byłego ZSRR. Zbierał materiały historyczne, kroniki, ludowe podania i informacje o zwyczajach wszystkich zakątków Armenii. W latach 80. napisał powieść Sześć nocy o ludobójstwie Ormian z 1915 roku, publicystyczny zbiór wspomnień Z ojcem i bez ojca i powieść Arcach w ogniu. Od 1988 brał aktywny udział w ruchu na rzecz niepodległości Karabachu. Był deputowanym do Rady Najwyższej Armeńskiej SRR 10 i 11 kadencji (1980-1990). Był honorowym obywatelem Erywania.

## Odznaczenia
- Medal Sierp i Młot Bohatera Pracy Socjalistycznej (16 listopada 1984)
- Order Lenina (16 listopada 1984)
- Order Wojny Ojczyźnianej I klasy (11 marca 1985)
- Order Wojny Ojczyźnianej II klasy (11 kwietnia 1945)
- Order Czerwonego Sztandaru Pracy (dwukrotnie, 27 czerwca 1956 i 4 grudnia 1975)
- Order Czerwonej Gwiazdy (1944)
- Order „Znak Honoru” (2 grudnia 1965)
- Nagroda Państwowa Armeńskiej SRR

I medale.